# Логика Пор-Рояля
«Логика Пор-Рояля» (фр. Logique de Port-Royal), полное название «Логика, или Искусство мыслить» (фр. La logique, ou l'art de penser) — книга о логике и логическом мышлении, выпущенная в 1662 году анонимно. Книга была написана Антуаном Арно и Пьером Николем, монахами-янсенистами из аббатства Пор-Рояль. Возможным соавтором книги считается Блез Паскаль. «Логика» по статусу сопоставляется с «Грамматикой Пор-Рояля», выпущенной двумя годами ранее Антуаном Арно и Клодом Лансло. Написанная на французском языке, «Логика» использовалась вплоть до начала XX века как одно из учебных пособий по логике.

## Содержание
Авторы книги ставили в качестве цели отделить «правильные» правила логики от «неправильных» (излишних). В книге были отброшены или упрощены «схоластические» тонкости логической мысли Средних веков, исключены темы логики высказываний (последовательность), семантических парадоксов (неразрешимость), зачатки временной логики (обязательство) и учение о несобственных символах (синкатегорематика). Авторы вместе с тем занимались реабилитацией силлогической дедукции (ответ на индуктивизм эпохи возрождения), заменяя полуформальный аппарат Аристотеля на объяснения с помощью примеров, используемых для пропаганды картезианской философии и теологических истин. С точки зрения авторов, логика трактовалась как искусство здраво рассуждать о вещах помимо формул: в случае противоречия очевидного доказательства правилам доказательство ставилось выше. Причиной ошибочных суждений были не некорректные умозаключения, а ложные посылки. Главное внимание обращалось на прикладной и методологический аспекты логики как основные условия «прояснения смысла» суждений и развития «способности суждения».
Книга содержит основные положения метафизической и эпистемологической систем Рене Декарта (в том числе общее учение о методе) с применением теории определений Блеза Паскаля. При этом мысль Декарта с применением точных рассуждений только в математике и идея mathesis universalis в книге не отражались. Арно стал одним из тех философов, чьи возражения были опубликованы с ответами в сочинении Декарта «Размышления о первой философии». В книге было впервые выделено явное отличие между интенсиональным и экстенсиональным контекстами, что позволило развивать дальше идею Аристотеля и схоластов о родах и видах, ставшую фундаментальной для философии Лейбница.
Книга считалась одним из лучших учебников логики: к 1970-м годам она выдержала более 50 французских изданий, несколько английских, латинских и прочих переводов, в том числе и на русском языке. Считается, что созданный с помощью книги образ логики позволил её включить в образовательную программу гимназий, высших учебных курсов и университетов.

## Отзывы
«Логику» иногда называют парадигматическим примером традиционной логики. Изучением этой книги занимался Луи Марен в XX веке («Критика дискурса», 1975), а Мишель Фуко в книге «Слова и вещи: Археология гуманитарных наук» называл её одной из баз классической эпистемы. Также её высоко ценил Лейбниц, несмотря на выраженную адаптацию логики к методологии Декарта. В 1990-е годы положения книги связали с теорией решёток и анализом формальных понятий Юлий Шрейдер, Джон Барвайз и Джерри Селгимен.
«Логика» упоминается в автобиографии Бенджамина Франклина как одна из книг, оказавших влияние на его становление в 16-летнем возрасте.

## Издания

### На французском
- Arnauld, Antoine, and Pierre Nicole. La logique ou l’Art de penser. 1st ed. Paris: Jean Guignart, Charles Savreux, & Jean de Lavnay, 1662.
- Arnauld, Antoine, and Pierre Nicole. La logique ou l’Art de penser, contenant, outre les regles communes, plusieurs observations nouvelles, propres à former le jugement. 6th ed. Amsterdam: Abraham Wolfgang, 1685.

### На английском
- Arnauld, Antoine, and Pierre Nicole. Logic; or, The Art of Thinking. Translated by Several Hands. 1st ed. London: H. Sawbridge, 1685.
- Arnauld, Antoine, and Pierre Nicole. Logic; or, The Art of Thinking. Translated by John Ozell. London: William Taylor, 1717.
- Arnauld, Antoine, and Pierre Nicole. The Art of Thinking; Port-Royal Logic. Translated, with an introduction by James Dickoff and Patricia James, and a foreword by Charles W. Hendel. Indianapolis: Bobbs-Merrill, 1964.
- Arnauld, Antoine, and Pierre Nicole. Logic or the Art of Thinking. Translated by Jill V. Buroker. Cambridge: Cambridge University Press, 1996.

### На русском
- Арно А., Николь П. Логика, или Искусство мыслить. Рус. пер. В. П. Гайдамака с послесловием А. Л. Субботина по изданию 1752 г. М., 1991.